# Alpské lyžování na Zimních olympijských hrách 1992
Alpské lyžování na Zimních olympijských hrách 1992 v Albertville sestávalo celkem z 10 disciplín a proběhlo od 9. do 22. února 1992. Mužské soutěže se konaly ve Val-d'Isère, s výjimkou slalomu, který se jel v Les Menuires. Všechny ženské soutěže proběhly v Méribelu.

## Medailové pořadí zemí
| Pořadí | Země                         | Zlato | Stříbro | Bronz | Celkově |
| ------ | ---------------------------- | ----- | ------- | ----- | ------- |
| 1.     | Rakousko (AUT)               | 3     | 2       | 3     | 8       |
| 2.     | Itálie (ITA)                 | 3     | 2       | 0     | 5       |
| 3.     | Norsko (NOR)                 | 2     | 0       | 2     | 4       |
| 4.     | Kanada (CAN)                 | 1     | 0       | 0     | 1       |
| 4.     | Švédsko (SWE)                | 1     | 0       | 0     | 1       |
| 6.     | Francie (FRA)                | 0     | 2       | 1     | 3       |
| 7.     | Lucembursko (LUX)            | 0     | 2       | 0     | 2       |
| 7.     | Spojené státy americké (USA) | 0     | 2       | 0     | 2       |
| 9.     | Nový Zéland (NZL)            | 0     | 1       | 0     | 1       |
| 10.    | Německo (GER)                | 0     | 0       | 1     | 1       |
| 10.    | Španělsko (ESP)              | 0     | 0       | 1     | 1       |
| 10.    | Švýcarsko (SUI)              | 0     | 0       | 1     | 1       |
|        | Celkem                       | 10    | 11      | 9     | 30      |

## Medailisté

### Muži
| Disciplína       | Zlato                               | Výkon   | Stříbro                             | Výkon   | Bronz                              | Výkon   |
| ---------------- | ----------------------------------- | ------- | ----------------------------------- | ------- | ---------------------------------- | ------- |
| kombinace        | Josef Polig · Itálie (ITA)          | 14,58   | Gianfranco Martin · Itálie (ITA)    | 14,90   | Steve Locher · Švýcarsko (SUI)     | 18,16   |
| sjezd            | Patrick Ortlieb · Rakousko (AUT)    | 1:50,37 | Franck Piccard · Francie (FRA)      | 1:50,42 | Günther Mader · Rakousko (AUT)     | 1:50,47 |
| slalom           | Finn Christian Jagge · Norsko (NOR) | 1:44,39 | Alberto Tomba · Itálie (ITA)        | 1:44,67 | Michael Tritscher · Rakousko (AUT) | 1:44,85 |
| obří slalom      | Alberto Tomba · Itálie (ITA)        | 2:06,98 | Marc Girardelli · Lucembursko (LUX) | 2:07,30 | Kjetil André Aamodt · Norsko (NOR) | 2:07,82 |
| superobří slalom | Kjetil André Aamodt · Norsko (NOR)  | 1:13,04 | Marc Girardelli · Lucembursko (LUX) | 1:13,77 | Jan Einar Thorsen · Norsko (NOR)   | 1:13,83 |

### Ženy
| Disciplína       | Zlato                                | Výkon   | Stříbro                                                                         | Výkon   | Bronz                                       | Výkon   |
| ---------------- | ------------------------------------ | ------- | ------------------------------------------------------------------------------- | ------- | ------------------------------------------- | ------- |
| kombinace        | Petra Kronbergerová · Rakousko (AUT) | 2,55    | Anita Wachterová · Rakousko (AUT)                                               | 19,39   | Florence Masnadaová · Francie (FRA)         | 21,38   |
| sjezd            | Kerrin Lee-Gartnerová · Kanada (CAN) | 1:52,55 | Hilary Lindhová · Spojené státy americké (USA)                                  | 1:52,61 | Veronika Wallingerová · Rakousko (AUT)      | 1:52,64 |
| slalom           | Petra Kronbergerová · Rakousko (AUT) | 1:32,68 | Annelise Cobergerová · Nový Zéland (NZL)                                        | 1:33,10 | Blanca Fernández-Ochoaová · Španělsko (ESP) | 1:33,35 |
| obří slalom      | Pernilla Wibergová · Švédsko (SWE)   | 2:12,74 | Diann Roffeová · Spojené státy americké (USA) Anita Wachterová · Rakousko (AUT) | 2:13,71 | medaile neudělena                           |         |
| superobří slalom | Deborah Compagnoniová · Itálie (ITA) | 1:21,22 | Carole Merleová · Francie (FRA)                                                 | 1:22,63 | Katja Seizingerová · Německo (GER)          | 1:23,19 |